# Clara gracilis
Clara gracilis là một loài thực vật có hoa trong họ Măng tây. Loài này được R.C.Lopes & Andreata mô tả khoa học đầu tiên năm 2006.